# Испытания Аполлона. Тайный оракул
«Испытания Аполлона. Тайный оракул» (англ. The Hidden Oracle) — американский приключенческий роман в жанре фэнтези 2016 года, написанный Риком Риорданом. Сюжет основан на греческой мифологии и римской мифологии. Книга была выпущена 3 мая 2016 года и стала первой частью цикла Испытания Аполлона, — второго спин-оффа серии Перси Джексон и Олимпийцы. Книга и обложка от Джона Рокко были впервые анонсированы в 2015 году. Роман вышел в твёрдом переплёте, в формате аудиокниги и электронной книги, а также в мягком переплёте. На сегодняшний день, «Тайный оракул» переведён на 19 языков.
По сюжету, бог Зевс в качестве наказания превращает своего сына Аполлона в смертного подростка, сбрасывая его с Олимпа в Нью-Йорк. Объединившись с полубогом Мэг МакКэффри, Аполлон отправляется в Лагерь Полукровок, где он узнаёт, что ему придётся вернуть контроль над пятью оракулами Древней Греции, чтобы получить прощение от Зевса.
Роман получил положительные отзывы от критиков, которые высоко оценили повествование от лица Аполлона и юмор книги. За первую неделю выхода «Тайного оракула» было продано около 62 000 экземпляров, в результате чего книга возглавила список бестселлеров по версии The New York Times и Publishers Weekly. Роман был удостоен награды Goodreads Choice Award в 2016 году.

## Сюжет
Бог Аполлон падает в мусорную корзину в переулке Нью-Йорка, после чего у него проявляются крайне смутные воспоминания о том, как его отец Зевс наказал его. Он узнаёт, что его превратили в смертного подростка по имени Лестер Пападопулос. В переулке два бандита пытаются ограбить Аполлона, но молодая девушка по имени Мэг МакКэффри спасает его, используя фрукты, чтобы прогнать бандитов. Мэг требует Аполлона служить ей, в результате чего тот становится связан с ней до тех пор, пока его долг не будет уплачен. С помощью полубога Перси Джексона, Аполлон и Мэг отправляются в Лагерь Полукровок, безопасное место для полубогов. По прибытии, Аполлон обнаруживает, что Дельфийский Оракул внутри Рэйчел Элизабет Дэр больше не может выдавать пророчества. Аналогичным образом, полубоги утратили возможность передавать сообщения по почте Ириды. Кентавр Хирон также упоминает, что обитателя лагеря начали часто пропадать в лесу. Позже выясняется, что Мэг является дочерью Деметры, богини земледелия.
На следующий день Аполлон пытается заниматься музыкой и стрельбой из лука, однако, будучи несовершенным во владении ими, он клянётся на реке Стикс никогда не использовать лук или музыкальный инструмент, пока он снова не станет богом. Во время «гонки на трёх ногах» в Лабиринте, Аполлон и Мэг оказываются в Дельфах. Они подслушивают разговор стража города, Пифона с неким «Зверем», намеревающегося получить контроль над всеми оракулами и уничтожить рощу Додоны. Аполлон и Мэг сбегают из Лабиринта, но затем узнают, что дети Аполлона, Кайла и Остин, бесследно исчезли. Когда в лагерь прибывает Рэйчел, она обнаруживает, что скрытная компания, «Триумвират Холдингс», устроила заговор против богов и пытается контролировать всех оракулов, начиная с Додоны, которая находится в лагере и привлекает туристов. На следующий день Аполлон и Мэг отправляются на поиски рощи, но на них нападают мирмеки, которые похищают Мэг. Аполлон пытается вернуться в лагерь, однако его начинают одолевать галлюцинации. Перед тем как потерять сознание, он встречает Рею, которая даёт ему колокольчики, чтобы посадить самое большое дерево в роще Додоны, и телепортирует его обратно в лагерь. Проснувшись, он узнаёт, что лидером «Триумвират Холдингс» является император Нерон.
Аполлон возвращается в лес и находит логово мирмеков, спасая Мэг. Они обнаруживают вход в рощу вместе с пропавшими полубогами. Появляется Нерон, который оказывается «Зверем» и отчимом Мэг, которая заставляет Аполлона открыть врата Додоны. Нерон пытается сжечь рощу, но карпои Персик, друг Мэг, нападает на него раньше, чем тот реализует свой план. Нерон и Аполлон недолго сражаются друг с другом, после чего император использует греческий огонь в последней попытке уничтожить рощу. На помощь приходят Дриады, потребляя огонь, чтобы спасти рощу ценой собственных жизней. Аполлон помогает Мэг поместить колокольчики на самое большое дерево, которое раскрывает пророчество Аполлону. Мэг освобождает его от службы и убегает. Позже Нерон отправляет Колосса Нерона уничтожить лагерь, но с помощью Перси и других обитателей Аполлон побеждает статую, поражая её стрелой, зачарованной болезней. На следующее утро Лео Вальдес и Калипсо возвращаются в Лагерь Полукровок, и оба решают помочь Аполлону в его стремлении спасти Трофонийского Оракула.

## Главные герои
- Аполлон / Лестер Пападопулос — главный герой. Один из двенадцати олимпийцев. Он был изгнан с Олимпа своим отцом Зевсом, который превратил его в смертного подростка после завершения войны с Геей в «Крови Олимпа». Зевс обвиняет его в поощрении действий его потомка авгура Октавиана, а также за преждевременно раскрытие «Пророчества Семи». Лестер — самовлюбленный 16-летний подросток с лишним весом, вьющимися каштановыми волосами, голубыми глазами и прыщами.
- Мэг МакКэффри — 12-летняя дочь Деметры, богини земледелия. Её отец был убит «Зверем», а впоследствии она была усыновлена императором Нероном, не подозревая, что тот и был «Зверем». Она владеет парой серповидных колец, которые могут превратиться в серпы из имперского золота, римского священного металла, подарок от Нерона.
- Персик — карпои (зерновой дух), которого Мэг невольно вызывает после того, как на неё, Лестера и Перси нападают керы, духи болезни. Появляется всякий раз, когда Мэг угрожает опасность.
- Нерон — главный антагонист. Он является потомком Аполлона и римским императором, печально известным своей любовью к тирании и роскоши и малой заботой о подданных. Наряду с двумя другими императорами, Нерон оказал влияние на многие события в истории через «Триумвират Холдингс», используя компанию для финансирования восстания Луки Кастеллана во время событий цикла Перси Джексон и Олимпийцы, а также войну Октавиана и Лагеря Юпитера во время событий серии Герои Олимпа. Из-за его славы ему всегда поклонялись на протяжении всей истории, поэтому он не может умереть. Он называет себя богом-императором.

## Разработка и маркетинг
В октябре 2015 года, во время промо-тура «Меч Лета», первой книги серии «Магнус Чейз и Боги Асгарда», Рик Риордан объявил, что работает над новой серией из пяти книг, главным героем которой станет Аполлон. Выход первого романа, под названием «Тайный оракул», был запланирован на 3 мая 2016 года.
Вскоре после публикации «Крови Олимпа» Риордан рассказал, что работает над циклом Испытания Аполлона, новой саги из пяти книг, посвящённой Аполлону и греческой мифологии. По словам Риордана, ему захотелось написать больше книг о Перси Джексона после написания книги «Греческие боги. Рассказы Перси Джексона», натолкнувшись на миф о том, как Зевс наказывает Аполлона, превратив его в смертного. Эта идея заинтересовала Риордана и он решил «подвергнуть бедного Аполлона этому наказания в третий раз и написать серию от его лица, недавно изгнанного 16-летнего смертного». Тем не менее, автор пообещал возвращение персонажей из серий Перси Джексон и Олимпийцы и Герои Олимпа. Каждая глава начиналась с «плохого хайку», так как Аполлон был богом поэзии.
Обложка, созданная Джоном Рокко, была опубликована 10 октября 2015 года, демонстрируя две версии Аполлона в переулке Нью-Йорка. Два месяца спустя, 10 декабря, USA Today предоставил для бесплатного скачивания третью главу. Первая глава была выпущена вместе со сборником рассказов «Полубоги и маги» 5 апреля 2016 года. Кроме того, на YouTube были выложены три трейлера для продвижения книги. В день выхода книги, в книжном магазине Гараварда проводилось мероприятие, посвящённое «Тайному оракулу».

## Выпуск книги
«Тайный Оракул» был выпущен в Соединенных Штатах компанией «Disney-Hyperion» 3 мая 2016 года. В тот же день Books on Tape разместил аудиокнигу, начитанную Робби Деймондом. 4 мая Thorndike Press опубликовал печатное издание в твёрдом переплёте. Также книга вышла в электронном формате и с мягкой обложкой, и была переведена на 19 языков.
К покупке экземпляров первого издания прилагались различные подарки, которые варьировались в зависимости от того, где была куплена книга: письмо Аполлона Зевсу в Barnes & Noble, иллюстрированная карта испытаний Аполлона в Лагере Полукровок в Target, наклейка на бампер с изображением Аполлона в Books-A-Million, двусторонние закладки с божественной и смертными воплощениями Аполлона в Walmart и иллюстрированный плакат с изображением духов чумы в Costco.
За первую неделю выхода «Тайного оракула» было продано более 62 000 экземпляров. С выходом, книга возглавила список бестселлеров по версии The New York Times и Publishers Weekly в течение 32 недель, заняла вторая место по показателям USA Today и Amazon.
Lexile оценил книгу на 680L, что делает её пригодной для чтения для читателей от 11 до 13 лет. Большинство рецензентов называют этот материал подходящим для 5–8 классов, а также для детей от 3 до 12 лет.

## Критика
Роман получил положительные отзывы. Многие рецензент выделили роман как приятное продолжение предыдущих работ Риордана. Эйприл Спайсак заявила следующее в своём ревью для The Bulletin of the Center for Children's Books:  «Поклонники Риордана найдут все ключевые элементы: саркастическое повествования, становление неудачника героем... мифологическое ядро и интересные второстепенные персонажи». В то же время The Guardian оценил способность Риордана «разбавлять юмором даже самые трагичные моменты» в своих произведениях. Сара Хантер из Booklist положительно отозвалась о том, как Риордан смешивал комедийные элементы с «греческими мифами на протяжении всей истории, [которые] добавляют некоторую эмоциональную глубину тщеславному поведению Аполлона».
Также критики высоко оценили повествование от лица бога Аполлона, отметив серьезные изменение по сравнению с более ранними книгами. Карен Рут из Hypable похвалила описание истории устами Аполлона, отличную от представления сюжета Риорданом через полубогов: «наблюдать за Перси Джексоном глазами бывшего бога одновременно и весело, и очаровательно». Kirkus также отнёс повествование к числу сильных сторон романа, отметив, что Аполлон хвастался своими собственными «божественными добродетелями (включая его открытую бисексуальность), а также жаловался на своё текущее положение в рабстве у Мэг». Адити Саха из The Times of India назвал Аполлона лучшим персонажем Риордана, чья «любовь к стихам, сарказм и эгоизм заставят любого читателя влюбиться в его необычное обаяние». Он также высоко оценил «изображение греческой мифологии с развитым миром», но подверг критике отсутствие старых персонажей. Аналогичным образом Кэрри Р. Уидон из Common Sense Media положительно отозвалась о повествовании, но, в отличие от Саха, чувствовала, что «благодаря балансу между мифологическими битвами с монстрами и развитием персонажа, юмором и пафосом, начало побочного спин-оффа не разочарует давних фанатов Риордана».
Рецензенты высоко оценили и другие отличия от предыдущих работ Риордана. В статье для School Library Journal Бет Л. Мейстер отметила интересные особенности персонажей, в частности размышления Аполлона о своей бисексуальности. По словам Кэтрин Сзабо из Kidsreads, добавление расового разнообразных и ЛГБТ-персонажей было «новаторским решением». Также она положительно отозвалась о том, что книга была короче предыдущих романов.
Аудиокнига была также встречена положительными отзывами. Publishers Weekly отметил, что «повествование Робби Деймонда было восхитительным: он живой и весёлый, прекрасно играет привлекательного и напыщенного Аполлона». В своём обзоре AudioFile также похвалили игру Деймонда, сказав, что «забавное описание Риордана и повествование Деймонда позволяют слушателю всегда оставаться на стороне Аполлона, когда он учится обходиться без своих божественных даров». «Тайный Оракул» был удостоен награды Goodreads Choice Award в 2016 году.

## Продолжение
5 мая 2016 года Риордан объявил о выходе второй книги из цикла Испытания Аполлона под названием «Тёмное пророчество». Обложка и первая глава были опубликованы 22 декабря 2016 года. «Тёмное пророчество» было выпущено 2 мая 2017 года, а за первую неделю было продано более 63 000 копий. Третья книга, «Горящий лабиринт», вышла 1 мая 2018 года. Четвёртая книга, «Гробница тирана», выйдет 24 сентября 2019 года.